# Graaf van Lichfield

Wapen van de graaf van Lichfield

Graaf van Lichfield (Engels: earl of Lichfield) is een Britse adellijke titel, genoemd naar Lichfield in West-Engeland. De titel is driemaal gecreëerd.

## Graaf van Lichfield, eerste creatie (1645)
- 1645 – 1672: Charles Stuart (1639 – 1672), 3e hertog van Richmond, 6e hertog van Lennox en 1e graaf van Lichfield

## Graaf van Lichfield, tweede creatie (1674)
- 1674 – 1716: Edward Henry Lee (1663 – 1716), 1e graaf van Lichfield
- 1716 – 1742: George Henry Lee (1690 – 1742), 2e graaf van Lichfield
- 1742 – 1772: George Henry Lee (1718 – 1772), 3e graaf van Lichfield
- 1772 – 1776: Robert Lee (1706 – 1776), 4e graaf van Lichfield

## Graaf van Lichfield, derde creatie (1831)
- 1831 – 1854: Thomas William Anson (1795 – 1854), 1e graaf van Lichfield
- 1854 – 1892: Thomas George Anson (1825 – 1892), 2e graaf van Lichfield
- 1892 – 1918: Thomas Francis Anson (1856 – 1918), 3e graaf van Lichfield
- 1918 – 1960: Thomas Edward Anson (1883 – 1960), 4e graaf van Lichfield
- 1960 – 2005: Thomas Patrick John Anson (1939 – 2005), 5e graaf van Lichfield
- 2005 – heden: Thomas William (* 1978)